# Monica McWilliams
Monica Mary McWilliams (Ballymoney, 28 d'abril de 1954) és una acadèmica, activista per la pau, defensora dels drets humans i política nord-irlandesa. Va ser membre de l'Assemblea d’Irlanda del Nord del 1998 al 2003 i va presidir la Comissió d’Aplicació dels Drets Humans en nom dels governs britànic i irlandès. Va ajudar a fundar la Coalició de les Dones d’Irlanda del Nord. En l’àmbit acadèmic, ha exercit de professora d’Estudis de la Dona i de Política Social a la Universitat d'Ulster i d’investigadora a l’Institut de Justícia Transicional. Els treballs que ha dut a terme en el camp universitari han rebut diversos premis.

## Trajectòria
McWilliams, catòlica resident al sud de Belfast, va cofundar (amb Pearl Sagar, una treballadora social protestant de l'est de Belfast i altres dones) la Northern Ireland Women's Coalition (NIWC), un partit polític amb una plataforma feminista en una època en què la les llibertats –i molt menys els drets de les dones– eren difícils d'aconseguir. Es va inspirar en Martin Luther King i va veure com el moviment dels drets civils creixia sota el seu lideratge als EUA, de manera que va advertir que els drets a Irlanda del Nord també eren una preocupació real. L'enfocament per al seu país es va centrar en una visió més àmplia de la pau, basada en la inclusió, en els drets humans i en la igualtat.
El 1996, McWilliams va guanyar un escó representant la Coalició de Dones a les converses de pau multipartidistes a Irlanda del Nord, les quals van conduir a l'Acord del Divendres Sant de 1998. Es va unir al 3% de les dones mundials com a signant d'un tractat de pau internacional. Va enfrontar-se sovint al sexisme i al ridícul en el marc del Fòrum per al Diàleg i l'Enteniment, i va desafiar la manera com les dones en la vida pública estaven sotmeses a aquest comportament. En l'acord de pau, va contribuir a aconseguir resultats clau, com ara la restitució de les víctimes, la inclusió de la reconciliació, l'educació integrada, l'habitatge compartit i un fòrum cívic en lloc de centrar-se exclusivament en el desmantellament i el desarmament. Això va ser clau per a l'èxit de l'acord de Divendres Sant.
Va ser escollida com una de les dues membres de la Coalició de Dones d'Irlanda del Nord de l'Assemblea Legislativa d'Irlanda del Nord de 1998 a 2003, en representació de South Belfast. Durant les negociacions posteriors a l'Acord, va ser presidenta del Subcomitè de Drets Humans fins al 2003. A les eleccions a l'Assemblea de 2003 va perdre l'escó per uns centenars de vots. Després de deu anys d'existència, el NIWC va decidir dissoldre el partit el 2006.
McWilliams va tornar al càrrec que tenia a la universitat des del 2003 i s'hi va estar fins que el secretari d'Estat per a Irlanda del Nord la va nomenar comissària en cap a temps complet de la Comissió de Drets Humans d'Irlanda del Nord, el juny de 2005, per un mandat de tres anys. Pel setembre de 2008, va ser reelegida per a un segon mandat. Sota el seu lideratge de sis anys, la Comissió va finalitzar l'assessorament sobre una Carta de Drets per a Irlanda del Nord. Arxivat 2023-10-12 a Wayback Machine. Es va presentar al govern del Regne Unit el desembre de 2008, on encara s'espera la legislació sobre una Carta de Drets per a Irlanda del Nord. L'any 2011 va tornar a la Universitat de l'Ulster com a professora d'estudis sobre dones a l'Institut de Justícia Transicional que porta a terme investigacions sobre gènere, transició, drets humans i conflictes.
McWilliams va ser una de les tres persones designades el desembre de 2011 per formar part d'un grup de supervisió de la reforma de les presons que assessorava el Departament de Justícia d'Irlanda del Nord. El 2015 va ser nomenada pel primer ministre i el viceprimer ministre al comitè sobre la dissolució de les organitzacions paramilitars a Irlanda del Nord. Posteriorment, va ser nomenada per supervisar les recomanacions de l'informe de d'aquest comitè.
Va presidir la Junta de Govern d'Interpeace, una ONG internacional, amb seu a Ginebra, fins al juliol de 2021 i ara és professora emèrita a l'Institut de Justícia Transicional de la Universitat d'Ulster. McWilliams va ajudar a establir Politics in Action i forma part del seu consell d'administració.
A més, McWilliams és coautora de dos llibres i de tres estudis de recerca publicats pel govern: Bringing It Out in the Open: Domestic Violence in Northern Ireland (1993, amb Joan McKiernan) i Taking Domestic Violence Seriously: Issues for the Civil and Criminal Justice System (1996, amb Lynda Spence) i Intimate Partner Violence in Conflict and Post-Conflict Societies Insights and Lessons from Northern Ireland (2017, amb Jessica Doyle).
La seva investigació a la dècada de 1990 va donar lloc a la primera política governamental sobre violència domèstica i va ser seguida vint-i-cinc anys més tard com el primer estudi longitudinal sobre la violència domèstica durant i després del conflicte. Ha publicat diversos articles sobre l'impacte del conflicte polític, la resolució de conflictes i els drets de les dones. Ha facilitat tallers amb dones a regions en conflicte com Colòmbia, Myanmar, Uganda, RDC, Síria, el Iemen, l'Afganistan, l'Iraq, Israel i Palestina. Va ser una de les nou signants del procés de pau d'Irlanda del Nord que va rebre conjuntament el premi John F. Kennedy Library Profile in Courage el 1998.
El 9 de juny de 2019 va ser una convidada "nàufraga" a Desert Island Discs el 9 de juny de 2019. Va aparèixer al documental Wave Goodbye to Dinosaurs, una història de la Coalició de Dones d'Irlanda del Nord. El seu llibre Stand up Speak Out: My Life working for women's rights, peace and equality in Northern Ireland and beyond es va publicar el 2021. El 2023 va ser escollida membre de la Royal Irish Academy.

## Premis i reconeixements
McWilliams va rebre conjuntament el premi Frank Cousins Peace Award el 1999 (en commemoració d'un funcionari sindical britànic). Ha rebut doctorats honoris causa del Lesley College (Massachusetts), el Mount Mary College (Milwaukee), la Universitat de York, la Queen's University de Belfast, la Dublin City University i el Trinity College de Dublín. El 2018, en reconeixement de la seva obra vital i en celebració del 100è aniversari del sufragi, Women in Business va premiar Monica McWilliams amb un premi especial a la seva trajectòria. També el 2018, McWilliams va ser incorporada al Saló de la Fama de Tatler irlandès. El novembre de 2023, va ser nomenada a la llista de les 100 dones de la BBC.